# Varleh
Varleh (persiska: ورله) är en ort i Iran.   Den ligger i provinsen Kermanshah, i den nordvästra delen av landet, 400 km väster om huvudstaden Teheran. Varleh ligger 1 335 meter över havet och antalet invånare är 179.
Terrängen runt Varleh är kuperad norrut, men söderut är den bergig. Runt Varleh är det ganska tätbefolkat, med 185 invånare per kvadratkilometer. Närmaste större samhälle är Kāmyārān, 15,5 km norr om Varleh. Trakten runt Varleh består till största delen av jordbruksmark.